# Pie à bec jaune
Pica nuttalli
Espèce
Statut de conservation UICN

 VU  : Vulnérable
La Pie à bec jaune (Pica nuttalli) est une espèce de passereaux de la famille des Corvidae dont l'aire de répartition se situe uniquement en Californie (États-Unis). 

## Description
Cet oiseau est proche de la pie d'Amérique et de la pie bavarde dont elle diffère par son bec jaune comme la zone variable autour de l'œil.

## Taxonomie
Une étude de 2003 comparant des séquences d'ADN mitochondrial de 813 pb a conduit à la distinction entre la pie orientale et la pie bavarde et l'isolement reproductif de Pica serica est plus long que celui de la pie à bec jaune (P. nuttalli) d'Amérique du Nord.

## Habitat et environnement
La pie à bec jaune (en anglais : yellow-billed magpie) habite la Vallée centrale et le chaparral des contreforts et montagnes adjacents. À part son bec jaune et sa ligne jaune autour des yeux, elle est pratiquement identique à la Pie d'Amérique (Pica hudsonia) trouvée dans une grande partie du reste de l'Amérique du Nord. L'analyse des séquences d'ADNmt (Lee et al., 2003) indique une relation étroite entre les deux, plus proche qu'entre la Pie d'Amérique et la Pie bavarde pourtant se ressemblant davantage de sorte que les deux formes américaines pourraient être considérées comme une seule espèce.
Toutefois, la sous-espèce coréenne de la Pie bavarde (P. p. sericea) est plus lointainement apparentée à toutes les autres (y compris celle d'Amérique du Nord) à en juger par les preuves moléculaires, et donc, soit les deux pies d'Amérique du Nord sont maintenues dans deux espèces distinctes et la sous-espèce de Corée (et peut-être d'autres) est également élevée au statut d'espèce, soit toutes les pies sont considérées comme des sous-espèces d'une seule espèce, Pica pica.
La combinaison des preuves fossiles (Miller et Bowman, 1956), des considérations paléobiogéographiques et les données moléculaires indiquent que les ancêtres de la Pie à bec jaune se sont retrouvés isolés en Californie assez rapidement après avoir colonisé l'Amérique du Nord (ce qui est probablement arrivé il y a quelque 3 ou 4 millions d'années) en raison d'ères glaciaires précoces et du soulèvement concomitant de la Sierra Nevada, mais que, durant les périodes interglaciaires, il s'est produit certains mélanges de gènes entre les deux groupes jaunes jusqu'à l'isolement reproductif complet atteint au Pléistocène.

## Dans la culture populaire
Les personnages de la série de courts-métrages animés américaine Heckle et Jeckle sont des pies bavardes au plumage noir et blanc et au bec jaune parfaitement identiques et évoquant fortement le Pica nuttalli, oiseau endémique de la Californie, état américain où sont installés les studios de la société d'animation à l'origine de la série.